# Litteris et Artibus
Litteris et Artibus (latin: "for videnskab og kunst") er en svensk medalje, først uddelt af kronprins Carl af Sverige og Norge som belønning til videnskabsmænd og kunstnere. Forsiden viser den regerende konges billede, bagsiden viser ordene litteris et artibus i en laurbærkrans. Medaljen præges i guld, er forsynet med en kongelig krone og bæres på brystet i blåt bånd.